# Traité de Paris (9 octobre 1801)
Pour les articles homonymes, voir Traité de Paris.
Le traité de Paris du 9 octobre 1801 est un traité signé entre la France et l'Empire ottoman le 9 octobre 1801 mettant fin aux hostilités entre les deux puissances dans le cadre de la guerre de la deuxième coalition. La France reconnaissait la possession de l'Égypte à l'Empire ottoman ainsi que la suzeraineté ottomane sur les îles Ioniennes.
Les concessions françaises étaient destinées à renforcer la détermination russe et à interdire la Méditerranée orientale aux Britanniques.
Le lendemain, 10 octobre 1801, la France signe un autre traité de Paris avec la Russie, assorti d'une convention secrète négociée par Talleyrand et le comte de Markoff. Après la signature de ces deux traités, la France se retrouve en paix avec toutes les puissances continentales européennes.
Un nouveau traité de Paris avec l'Empire ottoman, signé le 25 juin 1802, complète officiellement celui du 9 octobre 1801.